# Fiskodling

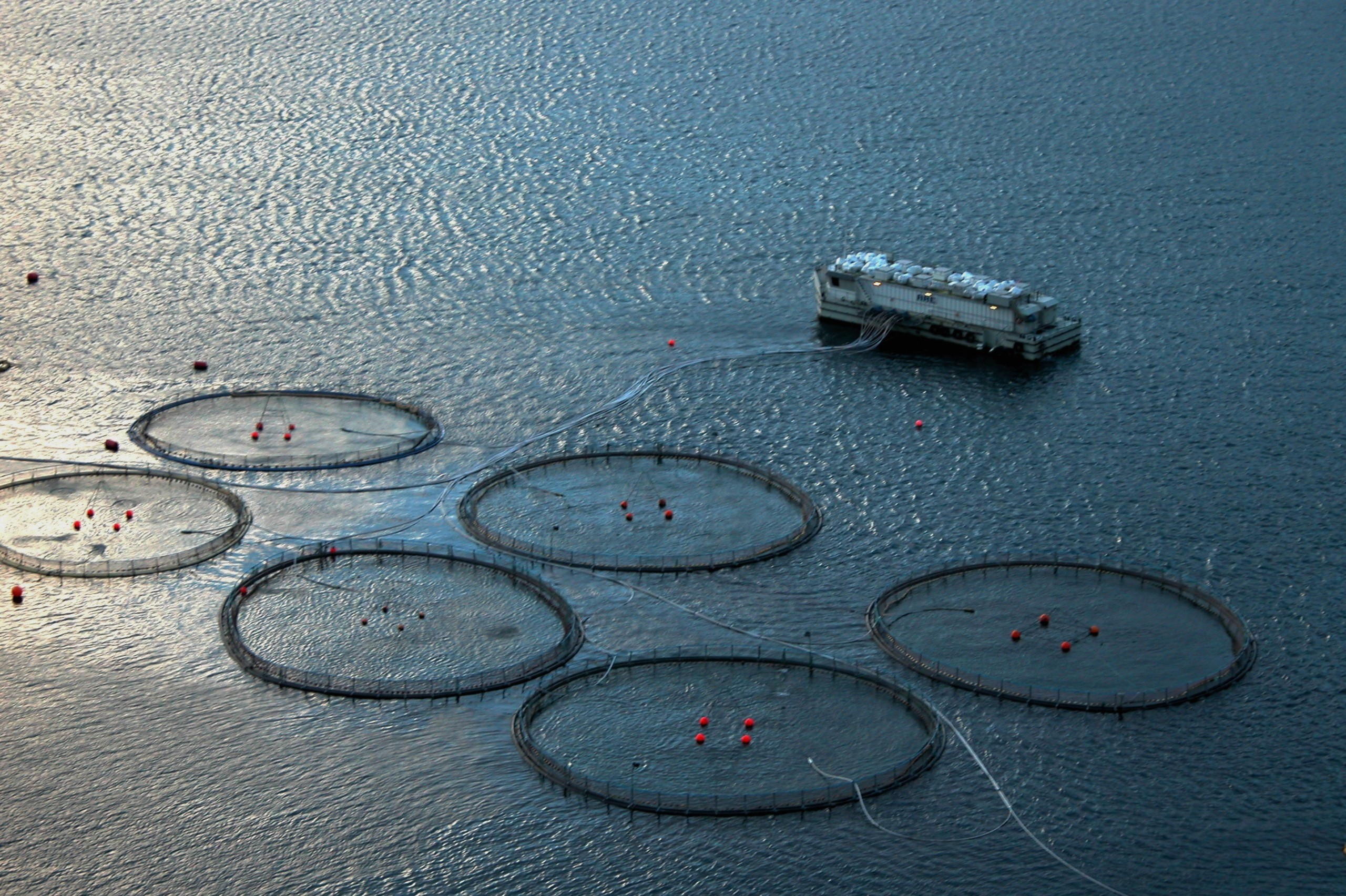
Fiskodling på Färöarna

Fördelning mellan vildfångad fisk (blått, nederst) och odlad fisk (grönt, överst)

Fiskodling är en form av vattenbruk där man odlar fisk avsedd som livsmedel, för utplantering eller akvaristik. Enligt FN:s livsmedels- och jordbruksorganisation FAO är fiskodling sannolikt världens snabbast växande livsmedelsproduktion. 

## Odlingstekniker
De vanligaste sätten att odla fisk är 
- Öppna kassodlingar i havet där fiskar hålls i stora nät med minst 30 meter i diameter.
- Semislutna system där en balja sänks ned i öppet vatten och där strömmar skapas i baljan för att samla upp fiskens avföring eller matpellets som fisken inte har ätit upp. Reningsgraden av ekologiskt tillgänglig fosfor i semislutna system är okänd men uppskattas till 0–10 procent och reningsgraden av kväve uppskattas till 7–15 procent. [3]
- Landbaserade odlingar i bassänger i hus. I recirkulerande akvakultursystem (RAS) recirkuleras minst 95 procent av vattnet med hjälp av filtersystem som renar vattnet. Reningsgraden av ekologiskt tillgänglig fosfor i RAS är 40 procent och reningsgraden av kväve är 3–75 procent. [3]

Olika odlingstekniker har olika förutsättningar och behov. Det är vanligt att olika odlingstekniker fungerar som komplement till varandra. Exempelvis produceras yngel av laxfiskar i landbaserade fiskodlingar var man har tillgång till sötvatten och bättre möjlighet att kontrollera fiskens livsmiljö. När ynglen i ett senare skede smoltifierar (morfologisk och fysiologisk anpassning till ett liv i marina förhållanden) och kräver större vattenvolymer så flyttas de ut till havet för uppväxt, vanligen i öppna kassar. Detta system är en avspegling av laxens naturliga livscykel, var laxen vandrar ut till havet efter smoltifiering i sötvatten i älven.

## Fiskodling som livsmedelsproduktion
Fiskodling är idag världens snabbast växande livsmedelsproduktion  och volymen växer med cirka 2 miljarder kilogram årligen.  Sedan 2015 är den globala produktionen av fisk större än nötkött. Fiskodlingar står idag för cirka hälften av all fisk som äts i världen.
FN:s livsmedels- och jordbruksorganisation FAO säger att fiskodlingen måste fördubblas fram till 2050  och att havsbaserad fiskodling är sannolikt det enda hållbara sättet att förse världens växande befolkning med mat.  Jordens yta är till 70 procent täckt av vatten men endast 2 procent av den totala livsmedelsproduktionen sker i vattnet.
| Produktionsområde            | Andel (%) |
| ---------------------------- | --------- |
| Öppet hav                    | 60        |
| Kustnära områden och insjöar | 39        |
| Recirkulationsanläggningar   | 1         |

## Foder
Ett modent fiskfoder framställs genom extrudering och matas till fisken i form av torrpellets.  Genom extrudering upphettas foderblandningen tillfälligt över 100°C för en hygienisk tillverkningsprocess. Fodret består huvudsakligen av råvaror som härstammar från fisk, vilket fisken även i naturliga förhållanden huvudsakligen äter. Förutom fiskmjöl och fiskolja innehåller fodret även baljväxter, spannmål, vitaminer och spårämnen. Eftersom man kan kontrollera fiskens intag av föda innehåller odlad fisk mindre gifter än vildfångad fisk.
| Ingrediens                  | Andel (%) |
| --------------------------- | --------- |
| Fiskmjöl                    | 35,9      |
| Fiskolja                    | 14,9      |
| Proteinkoncentrat från fisk | 3,3       |
| Proteinkoncentrat från soja | 20        |
| Rapsolja                    | 7,7       |
| Solrosmjöl                  | 4         |
| Vete                        | 14,2      |

## Klimat- och miljöpåverkan av fiskodling
Fisk anses vara en klimatsmart proteinkälla och fiskodling har ett betydligt lägre koldioxidutsläpp än köttproduktion, detta beror främst på att fisken är växelvarm samt bättre på att ta upp foder än landlevande djur och kräver således mindre energi och resurser för att växa. Fiskodling tar också mindre utrymme än övrig djurproduktion på land. 
Näringsutsläpp från en fiskodling kan orsaka lokal övergödning, därför bör fiskodlingar styras till lämpliga vattenområden var de inte äventyrar de miljömål som ställts upp för vatten- havsvård.  En rapport från Sveriges lantbruksuniversitet (SLU) visar att farhågorna om miljöpåverkan av fiskodlingar i Sverige är starkt överdrivna.
|                                                      | Fisk  | Fjäderfä | Svin  | Nötkreatur |
| ---------------------------------------------------- | ----- | -------- | ----- | ---------- |
| Foderåtgång (kg) per kg producerat kött              | 1,6   | 4,8      | 5,9   | 25         |
| Färskvattenanvändning (liter) per kg producerat kött | 2 000 | 4 300    | 6 000 | 15 400     |
| Koldioxidutsläpp (kg) per kg producerat kött         | 2,7   | 2,9      | 5,9   | 30         |

## Fiskodling i Sverige
År 2018 odlades i Sverige totalt 11 300 ton matfisk och 2 000 ton musslor, den vanligaste odlingsarten var regnbåge och den vanligaste odlingstekniken var kassodling. Kassodling står för cirka 97 procent av den svenska matfiskproduktionen.
Fiskodling är mindre vanligt i Sverige än i grannländerna Norge, Danmark och Finland. Den allra vanligaste fisken att odla i Sverige är regnbåge. Andra arter som bedöms vara lämpliga är röding, torsk, hälleflundra, havskatt, tunga och piggvar.
I Sverige odlas även lax och karp. En av Europas största laxodlingar ligger i Bergeforsen, där man också odlar sik och havsöring för utplantering. På Simontorp säteri finns en av Sveriges största anläggningar för odling av akvariefisk, där man också odlar kräftor.

## Fiskodling i Finland
År 2016 odlades i Finland totalt 14 400 ton matfisk, över 90 procent av produktionen bestod av regnbåge. Andra arter som odlas i Finland är till exempel sik, havsöring, röding och gös. Kassodling står för cirka 95 procent av den finska matfiskproduktionen.  Det finns cirka 300 verksamma fiskodlingsföretag i Finland. 